# Lupghar Sar
Der Lupghar Sar ist ein 7200 m (oder 7181 m) hoher Berg in Pakistan. 

## Lage

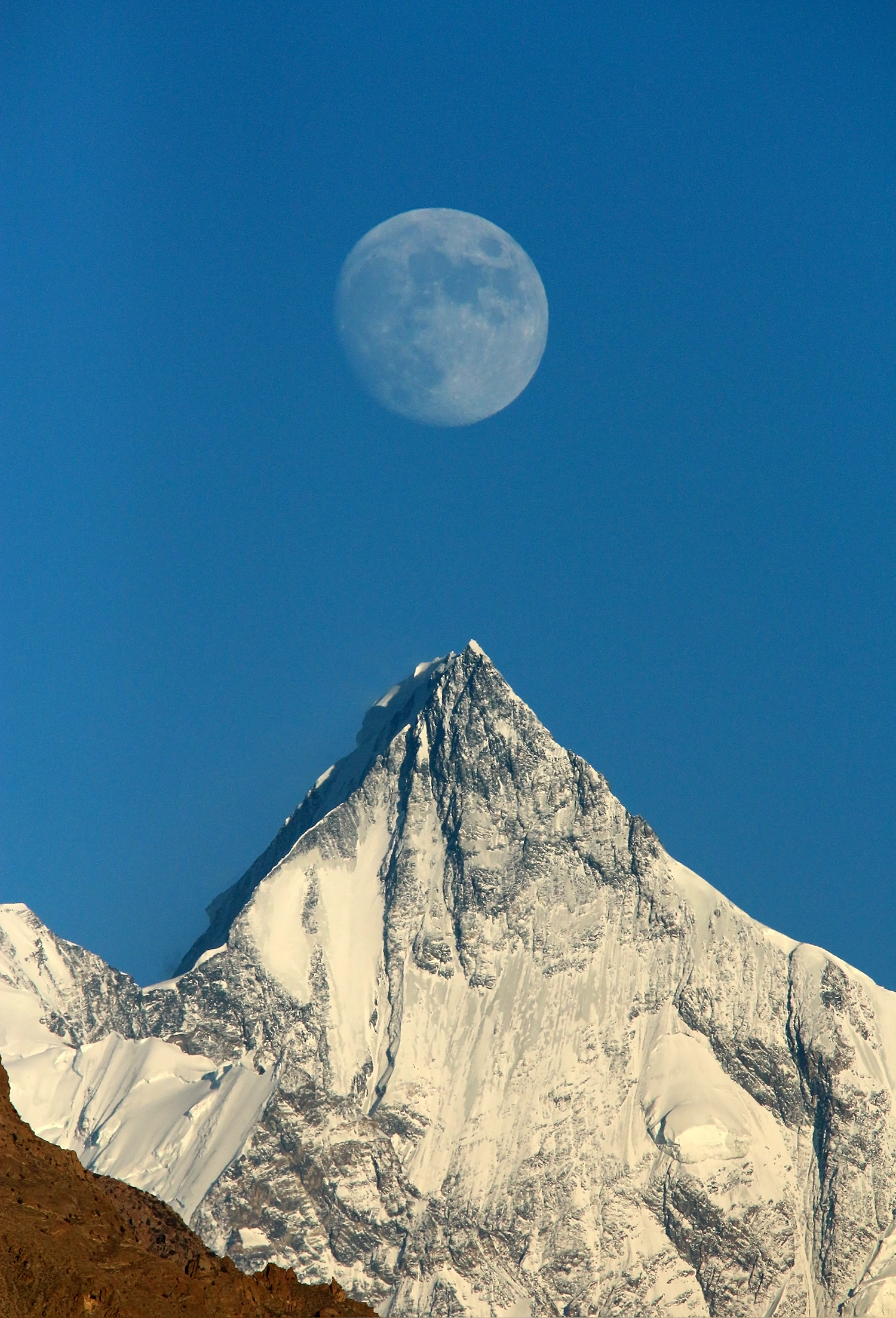
Der aufgehende Mond über dem Lupghar Sar

Er ist der westlichste Siebentausender des Hispar Muztagh in der Karakorum-Hauptkette. Mit seinen südöstlichem Nachbarn Momhil Sar und Trivor bildet er die Momhil-Gruppe. Der Lupghar Sar liegt östlich des Hunza-Tals auf Höhe des Ortes Gulmit. 
Sein Name stammt aus der Wakhi-Sprache und bedeutet „die Spitze des großen Felsens“. 
Er steht in der Liste der höchsten Berge der Erde auf dem 105. Platz und ist der 37.-höchste Berg in Pakistan.
Der Lupghar Sar besitzt drei Gipfel: West-, Mittel- und Ostgipfel. Alle drei Gipfel sind ungefähr gleich hoch und liegen auf einem langgezogenen Gipfelgrat. Trotzdem erscheint der Berg aus dem Hunzatal im Profil als spitze Pyramide.

## Besteigungsgeschichte
Der Westgipfel des Lupghar Sar wurde am 18. Juni 1979 von Hans und Sepp Gloggner, Mitglieder der so genannten Tegernsee-Expedition, erstbestiegen. Die Aufstiegsroute führte von Gulmit den Gharesagletscher hinauf zum Fuß des Südwestgrats des Berges. Über den Südwestgrat erreichten sie den Gipfel.
2018 eröffnete Hansjörg Auer am 7157 Meter hohen Lupghar Sar West eine neue Route im Alleingang. Es war gleichzeitig die erste Durchsteigung der Westwand des Bergs.
Einer achtköpfigen japanischen Expedition gelang die Besteigung des Lupghar Sar im gleichen Jahr.
Ihre Aufstiegsroute führte ebenfalls über den Südwestgrat. Am 4. August erklommen Tatsuo Nazuka, Yuichi Watanabe und Hitoshi Shimizu zuerst den Westgipfel und anschließend den Mittelgipfel.
Es gab mindestens zwei Versuche, den Ostgipfel zu besteigen. Die Aufstiegsroute zum Ostgipfel führt vom Momhilgletscher hinauf zum Grat zwischen Lupghar Sar Ost und Dut Sar. 
Eine japanische Expedition versuchte im Jahr 1986 vergeblich, den Bergsattel auf dem Grat zu erreichen. Einer italienischen Expedition gelang im Jahr 1993 ebenfalls keine Besteigung des Ostgipfels.